# Jax Jones/Diskografie
Diese Diskografie ist eine Übersicht über die musikalischen Werke des britischen DJs Jax Jones. Den Schallplattenauszeichnungen zufolge hat er bisher mehr als 22,9 Millionen Tonträger verkauft. Seine erfolgreichste Veröffentlichung ist die Single You Don’t Know Me mit 4,2 Millionen verkauften Einheiten.

## Alben

### Studioalben
| Jahr | Titel Musiklabel                 | Höchstplatzierung, Gesamtwochen, AuszeichnungChartplatzierungen (Jahr, Titel, Musiklabel, Platzierungen, Wochen, Auszeichnungen, Anmerkungen) | Höchstplatzierung, Gesamtwochen, AuszeichnungChartplatzierungen (Jahr, Titel, Musiklabel, Platzierungen, Wochen, Auszeichnungen, Anmerkungen) | Höchstplatzierung, Gesamtwochen, AuszeichnungChartplatzierungen (Jahr, Titel, Musiklabel, Platzierungen, Wochen, Auszeichnungen, Anmerkungen) | Höchstplatzierung, Gesamtwochen, AuszeichnungChartplatzierungen (Jahr, Titel, Musiklabel, Platzierungen, Wochen, Auszeichnungen, Anmerkungen) | Höchstplatzierung, Gesamtwochen, AuszeichnungChartplatzierungen (Jahr, Titel, Musiklabel, Platzierungen, Wochen, Auszeichnungen, Anmerkungen) | Anmerkungen                                                                                       |
| Jahr | Titel Musiklabel                 | DE | AT | CH | UK | Dance | Anmerkungen                                                                                       |
| ---- | -------------------------------- | --- | --- | --- | --- | --- | ------------------------------------------------------------------------------------------------- |
| 2019 | Snacks (Supersize) Polydor (UMG) | — | — | — | UK*UK | Dance12 (5 Wo.)Dance | Erstveröffentlichung: 6. September 2019 * Snacks-Erweiterung; Verkäufe werden der EP hinzuaddiert |

### EPs
| Jahr | Titel Musiklabel                       | Höchstplatzierung, Gesamtwochen, AuszeichnungChartplatzierungen (Jahr, Titel, Musiklabel, Platzierungen, Wochen, Auszeichnungen, Anmerkungen) | Höchstplatzierung, Gesamtwochen, AuszeichnungChartplatzierungen (Jahr, Titel, Musiklabel, Platzierungen, Wochen, Auszeichnungen, Anmerkungen) | Höchstplatzierung, Gesamtwochen, AuszeichnungChartplatzierungen (Jahr, Titel, Musiklabel, Platzierungen, Wochen, Auszeichnungen, Anmerkungen) | Höchstplatzierung, Gesamtwochen, AuszeichnungChartplatzierungen (Jahr, Titel, Musiklabel, Platzierungen, Wochen, Auszeichnungen, Anmerkungen) | Höchstplatzierung, Gesamtwochen, AuszeichnungChartplatzierungen (Jahr, Titel, Musiklabel, Platzierungen, Wochen, Auszeichnungen, Anmerkungen) | Anmerkungen                                                |
| Jahr | Titel Musiklabel                       | DE | AT | CH | UK | Dance | Anmerkungen                                                |
| ---- | -------------------------------------- | --- | --- | --- | --- | --- | ---------------------------------------------------------- |
| 2018 | Snacks Polydor (UMG)                   | — | — | — | UK9 Platin · (132 Wo.)UK | — | Erstveröffentlichung: 12. Oktober 2018 Verkäufe: + 390.000 |
| 2019 | Midnight Snacks (Part 1) Polydor (UMG) | — | — | — | — | — | Erstveröffentlichung: 13. Dezember 2019                    |
| 2021 | Deep Joy WUGD Records (UMG)            | — | — | — | — | — | Erstveröffentlichung: 2. Juli 2021                         |

## Singles

### Als Leadmusiker
| Jahr | Titel Album                                                           | Höchstplatzierung, Gesamtwochen, AuszeichnungChartplatzierungen (Jahr, Titel, Album, Platzierungen, Wochen, Auszeichnungen, Anmerkungen) | Höchstplatzierung, Gesamtwochen, AuszeichnungChartplatzierungen (Jahr, Titel, Album, Platzierungen, Wochen, Auszeichnungen, Anmerkungen) | Höchstplatzierung, Gesamtwochen, AuszeichnungChartplatzierungen (Jahr, Titel, Album, Platzierungen, Wochen, Auszeichnungen, Anmerkungen) | Höchstplatzierung, Gesamtwochen, AuszeichnungChartplatzierungen (Jahr, Titel, Album, Platzierungen, Wochen, Auszeichnungen, Anmerkungen) | Höchstplatzierung, Gesamtwochen, AuszeichnungChartplatzierungen (Jahr, Titel, Album, Platzierungen, Wochen, Auszeichnungen, Anmerkungen) | Anmerkungen                                                                                    |
| Jahr | Titel Album                                                           | DE | AT | CH | UK | Dance | Anmerkungen                                                                                    |
| ---- | --------------------------------------------------------------------- | --- | --- | --- | --- | --- | ---------------------------------------------------------------------------------------------- |
| 2015 | Yeah Yeah Yeah –                                                      | — | — | — | — | — | Erstveröffentlichung: 19. Juni 2015                                                            |
| 2016 | House Work Snacks (Supersize)                                         | — | — | — | UK85 Gold · (2 Wo.)UK | Dance48 (1 Wo.)Dance | Erstveröffentlichung: 1. Juli 2016 Verkäufe: + 400.000; feat. Mike Dunn & MNEK                 |
| 2016 | You Don’t Know Me Snacks (Supersize)                                  | DE3 ×3Dreifachgold · (29 Wo.)DE | AT7 (21 Wo.)AT | CH5 (32 Wo.)CH | UK3 ×3Dreifachplatin · (33 Wo.)UK | Dance13 (24 Wo.)Dance | Erstveröffentlichung: 9. Dezember 2016 Verkäufe: + 4.208.333; feat. Raye                       |
| 2017 | Instruction Snacks (Supersize) • Tell Me You Love Me (Deluxe Edition) | DE31 Gold · (15 Wo.)DE | AT66 (4 Wo.)AT | — | UK13 Platin · (18 Wo.)UK | Dance22 (20 Wo.)Dance | Erstveröffentlichung: 16. Juni 2017 Verkäufe: + 1.050.000; mit Demi Lovato feat. Stefflon Don  |
| 2017 | Breathe Snacks (Supersize)                                            | DE15 Platin · (24 Wo.)DE | AT14 (15 Wo.)AT | CH13 (25 Wo.)CH | UK7 Platin · (27 Wo.)UK | Dance12 (20 Wo.)Dance | Erstveröffentlichung: 1. Dezember 2017 Verkäufe: + 1.395.000; feat. Ina Wroldsen               |
| 2018 | Ring Ring Snacks (Supersize) • High Expectations                      | — | — | — | UK12 Platin · (15 Wo.)UK | Dance33 (8 Wo.)Dance | Erstveröffentlichung: 22. Juni 2018 Verkäufe: + 600.000; mit Mabel feat. Rich the Kid          |
| 2018 | Play Snacks (Supersize) • Palo Santo                                  | — | — | — | UK8 Platin · (17 Wo.)UK | Dance34 (4 Wo.)Dance | Erstveröffentlichung: 28. November 2018 Verkäufe: + 640.000; mit Years & Years                 |
| 2019 | All Day and Night Snacks (Supersize)                                  | DE85 Gold · (4 Wo.)DE | AT60 (4 Wo.)AT | CH77 (5 Wo.)CH | UK10 Platin · (22 Wo.)UK | Dance14 (20 Wo.)Dance | Erstveröffentlichung: 28. März 2019 Verkäufe: + 1.175.000; feat. Madison Beer & Martin Solveig |
| 2019 | One Touch Snacks (Supersize)                                          | — | — | CH88 (1 Wo.)CH | UK19 Platin · (12 Wo.)UK | Dance15 (7 Wo.)Dance | Erstveröffentlichung: 24. Mai 2019 Verkäufe: + 600.000; feat. Jess Glynne                      |
| 2019 | Harder Snacks (Supersize)                                             | — | — | — | UK23 Gold · (14 Wo.)UK | Dance28 (20 Wo.)Dance | Erstveröffentlichung: 12. Juli 2019 Verkäufe: + 505.000; feat. Bebe Rexha                      |
| 2019 | Jacques Snacks (Supersize) • Sunshine Kitty                           | — | — | — | UK67 (2 Wo.)UK | Dance35 (3 Wo.)Dance | Erstveröffentlichung: 28. August 2019 mit Tove Lo                                              |
| 2019 | This Is Real Snacks (Supersize) • Everything I Didn't Say and More    | — | — | — | UK9 Platin · (25 Wo.)UK | Dance25 (20 Wo.)Dance | Erstveröffentlichung: 21. Oktober 2019 Verkäufe: + 620.000; mit Ella Henderson                 |
| 2020 | Tequila –                                                             | — | — | — | UK21 Gold · (19 Wo.)UK | Dance39 (2 Wo.)Dance | Erstveröffentlichung: 21. Februar 2020 Verkäufe: + 400.000; mit Raye & Martin Solveig          |
| 2020 | Cruel Snacks (Supersize)                                              | — | — | — | — | — | Erstveröffentlichung: 7. Mai 2020                                                              |
| 2020 | I Miss U –                                                            | DE88 (1 Wo.)DE | — | — | UK25 Gold · (17 Wo.)UK | Dance13 (20 Wo.)Dance | Erstveröffentlichung: 9. Oktober 2020 Verkäufe: + 535.000; feat. Au/Ra                         |
| 2021 | Feels Deep Joy                                                        | — | — | — | — | — | Erstveröffentlichung: 1. Juni 2021                                                             |
| 2021 | Crystallise Deep Joy                                                  | — | — | — | — | — | Erstveröffentlichung: 18. Juni 2021 feat. Jem Cooke                                            |
| 2021 | The Don –                                                             | — | — | — | — | — | Erstveröffentlichung: 2. Dezember 2021 mit Stefflon Don & System.Inc                           |
| 2022 | Where Did You Go? –                                                   | DE27 Gold · (25 Wo.)DE | AT50 (16 Wo.)AT | CH45 (21 Wo.)CH | UK7 ×2Doppelplatin · (32 Wo.)UK | Dance13 (23 Wo.)Dance | Erstveröffentlichung: 26. Januar 2022 Verkäufe: + 1.885.000; feat. MNEK                        |
| 2022 | Don’t Stop Movin’ –                                                   | — | — | — | — | — | Erstveröffentlichung: 8. April 2022 mit Act On                                                 |
| 2022 | Lonely Heart –                                                        | — | — | — | UK70 (4 Wo.)UK | Dance30 (1 Wo.)Dance | Erstveröffentlichung: 3. Juni 2022 mit Gracey & Martin Solveig                                 |
| 2023 | Whistle –                                                             | DE59 (12 Wo.)DE | AT63 (4 Wo.)AT | — | UK14 Gold · (21 Wo.)UK | Dance33 (1 Wo.)Dance | Erstveröffentlichung: 10. Februar 2023 Verkäufe: + 490.000; feat. Calum Scott                  |
| 2023 | Me and My Guitar –                                                    | — | — | — | — | — | Erstveröffentlichung: 7. Juli 2023 mit Fireboy DML                                             |
| 2023 | Need You Now –                                                        | — | — | — | — | — | Erstveröffentlichung: 25. August 2023 mit D.O.D.                                               |
| 2023 | Won’t Forget You –                                                    | — | — | — | UK28 Silber · (9 Wo.)UK | — | Erstveröffentlichung: 29. September 2023 Verkäufe: + 200.000; mit D.O.D. & Ina Wroldsen        |
| 2023 | Forever –                                                             | — | — | — | — | — | Erstveröffentlichung: 22. Dezember 2023 mit Robbie G                                           |
| 2024 | Never Be Lonely –                                                     | DE44 (13 Wo.)DE | — | — | UK41 Silber · (10 Wo.)UK | Dance27 (3 Wo.)Dance | Erstveröffentlichung: 9. Februar 2024 Verkäufe: + 250.000; mit Zoe Wees                        |
| 2024 | Perfect –                                                             | — | — | — | — | — | Erstveröffentlichung: 5. April 2024 mit Mason vs. Princess Superstar                           |
| 2024 | Tonight (D.I.Y.A) –                                                   | — | — | — | — | — | Erstveröffentlichung: 28. Juni 2024 mit Joel Corry & Jason Derulo                              |
| 2024 | Love the Way You Lie –                                                | — | — | — | — | — | Erstveröffentlichung: 25. Oktober 2024 mit Azteck & Norma Jean Martine                         |

### Als Gastmusiker
| Jahr | Titel Album                  | Höchstplatzierung, Gesamtwochen, AuszeichnungChartplatzierungen (Jahr, Titel, Album, Platzierungen, Wochen, Auszeichnungen, Anmerkungen) | Höchstplatzierung, Gesamtwochen, AuszeichnungChartplatzierungen (Jahr, Titel, Album, Platzierungen, Wochen, Auszeichnungen, Anmerkungen) | Höchstplatzierung, Gesamtwochen, AuszeichnungChartplatzierungen (Jahr, Titel, Album, Platzierungen, Wochen, Auszeichnungen, Anmerkungen) | Höchstplatzierung, Gesamtwochen, AuszeichnungChartplatzierungen (Jahr, Titel, Album, Platzierungen, Wochen, Auszeichnungen, Anmerkungen) | Höchstplatzierung, Gesamtwochen, AuszeichnungChartplatzierungen (Jahr, Titel, Album, Platzierungen, Wochen, Auszeichnungen, Anmerkungen) | Anmerkungen                                                                                                   |
| Jahr | Titel Album                  | DE | AT | CH | UK | Dance | Anmerkungen                                                                                                   |
| ---- | ---------------------------- | --- | --- | --- | --- | --- | --- |
| 2014 | I Got U EP1                  | DE22 Platin · (24 Wo.)DE | AT19 (24 Wo.)AT | CH23 (23 Wo.)CH | UK1 ×2Doppelplatin · (29 Wo.)UK | Dance13 (26 Wo.)Dance | Erstveröffentlichung: 13. Januar 2014 Verkäufe: + 1.715.000; Duke Dumont feat. Jax Jones                      |
| 2021 | Out Out Another Friday Night | DE20 Gold · (27 Wo.)DE | AT35 Platin · (13 Wo.)AT | CH32 Platin · (22 Wo.)CH | UK6 Platin · (22 Wo.)UK | Dance9 Gold · (22 Wo.)Dance | Erstveröffentlichung: 13. August 2021 Verkäufe: + 2.268.000 Joel Corry feat. Charli XCX, Jax Jones & Saweetie |
| 2022 | Good Luck About Last Night … | — | — | — | UK45 (9 Wo.)UK | Dance22 (3 Wo.)Dance | Erstveröffentlichung: 18. März 2022 Mabel feat. Galantis & Jax Jones                                          |

## Musikvideos
| Jahr | Titel              | Regie                                                             |
| ---- | ------------------ | ----------------------------------------------------------------- |
| 2014 | No Sleep (Go Deep) | Dexter Navy                                                       |
| 2014 | I Got U            | Rémy Cayuela                                                      |
| 2015 | Yeah Yeah Yeah     | Scott Altman                                                      |
| 2015 | Ocean Drive        | Goodboyshady, Ben Wolin                                           |
| 2016 | House Work         | Ozzie Pullin                                                      |
| 2017 | You Don’t Know Me  | Rémy Cayuela                                                      |
| 2017 | Instruction        | Ozzie Pullin                                                      |
| 2018 | Breathe            | James Slater                                                      |
| 2018 | Ring Ring          | Luke Davies                                                       |
| 2019 | Play               | Oliver Jennings                                                   |
| 2019 | All Day and Night  | Lisa Foo, James Larese (Original) Dan Massie (Late Night Session) |
| 2019 | Harder             | Sophie Muller                                                     |
| 2019 | Jacques            | Glassface                                                         |
| 2020 | I Miss You         | Pablo, Santi                                                      |
| 2022 | Good Luck          | Isaac Rentz                                                       |
| 2023 | Whistle            | Charlie Sarsfield                                                 |
| 2024 | Never Be Lonely    | KC Locke                                                          |

## Autorenbeteiligungen und Produktionen
Jax Jones als Autor (A) und Produzent (P) in den Charts

| Jahr | Titel Interpretation                              | Höchstplatzierung, Gesamtwochen, AuszeichnungChartplatzierungen (Jahr, Titel, Interpretation, Platzierungen, Wochen, Auszeichnungen, Anmerkungen) | Höchstplatzierung, Gesamtwochen, AuszeichnungChartplatzierungen (Jahr, Titel, Interpretation, Platzierungen, Wochen, Auszeichnungen, Anmerkungen) | Höchstplatzierung, Gesamtwochen, AuszeichnungChartplatzierungen (Jahr, Titel, Interpretation, Platzierungen, Wochen, Auszeichnungen, Anmerkungen) | Höchstplatzierung, Gesamtwochen, AuszeichnungChartplatzierungen (Jahr, Titel, Interpretation, Platzierungen, Wochen, Auszeichnungen, Anmerkungen) | Höchstplatzierung, Gesamtwochen, AuszeichnungChartplatzierungen (Jahr, Titel, Interpretation, Platzierungen, Wochen, Auszeichnungen, Anmerkungen) | Anmerkungen                                                  |
| Jahr | Titel Interpretation                              | DE | AT | CH | UK | Dance | Anmerkungen                                                  |
| ---- | ------------------------------------------------- | --- | --- | --- | --- | --- | ------------------------------------------------------------ |
| 2013 | Can We Dance A The Vamps                          | — | — | — | UK2 Gold · (23 Wo.)UK | — | Erstveröffentlichung: 29. September 2013 Verkäufe: + 470.000 |
| 2014 | Won’t Look Back A, P Duke Dumont                  | DE41 (3 Wo.)DE | — | CH60 (1 Wo.)CH | UK2 Gold · (6 Wo.)UK | Dance19 (9 Wo.)Dance | Erstveröffentlichung: 26. Juli 2014 Verkäufe: + 400.000      |
| 2015 | Ocean Drive A, P Duke Dumont                      | DE— GoldDE | — | — | UK42 Platin · (13 Wo.)UK | Dance14 (26 Wo.)Dance | Erstveröffentlichung: 31. Juli 2015 Verkäufe: + 2.590.000    |
| 2017 | Text from Your Ex A, P Tinie Tempah feat. Tinashe | — | — | — | UK23 Silber · (9 Wo.)UK | — | Erstveröffentlichung: 20. Januar 2017 Verkäufe: + 200.000    |

## Promoveröffentlichungen
| Jahr | Titel Album | Anmerkungen                |
| ---- | ----------- | -------------------------- |
| 2014 | Go Deep –   | Erstveröffentlichung: 2014 |

## Sonderveröffentlichungen

### Alben
| Jahr | Titel Musiklabel                         | Anmerkungen                                                            |
| ---- | ---------------------------------------- | ---------------------------------------------------------------------- |
| 2018 | Up Next Session: Jax Jones Polydor (UMG) | Erstveröffentlichung: 10. August 2018 Teil der „Up-Next-Session“-Reihe |

### Lieder
| Jahr | Titel Album                                      | Anmerkungen                                                                             |
| ---- | ------------------------------------------------ | --------------------------------------------------------------------------------------- |
| 2014 | I Got U EP1                                      | Erstveröffentlichung: 16. September 2014 Duke Dumont feat. Jax Jones                    |
| 2017 | Instruction Tell Me You Love Me (Deluxe Edition) | Erstveröffentlichung: 29. September 2017 Jax Jones & Demi Lovato feat. Stefflon Don     |
| 2019 | Play Palo Santo                                  | Erstveröffentlichung: 14. Februar 2019 Jax Jones & Years & Years                        |
| 2019 | Ring Ring High Expectations                      | Erstveröffentlichung: 2. August 2019 Jax Jones & Mabel feat. Rich the Kid               |
| 2019 | Jacques Sunshine Kitty                           | Erstveröffentlichung: 20. September 2019 Jax Jones & Tove Lo                            |
| 2022 | Good Luck About Last Night …                     | Erstveröffentlichung: 15. Juli 2022 Mabel feat. Galantis & Jax Jones                    |
| 2022 | This Is Real Everything I Didn't Say and More    | Erstveröffentlichung: 25. November 2022 Ella Henderson & Jax Jones                      |
| 2023 | Out Out Another Friday Night                     | Erstveröffentlichung: 6. Oktober 2023 Joel Corry feat. Charli XCX, Jax Jones & Saweetie |

| Jahr | Titel Interpretation                                 | Anmerkungen                                                              |
| ---- | ---------------------------------------------------- | ------------------------------------------------------------------------ |
| 2014 | Talking Body Tove Lo                                 | Erstveröffentlichung: 27. September 2014                                 |
| 2014 | If You Wait London Grammar                           | Erstveröffentlichung: 3. November 2014                                   |
| 2014 | Won’t Look Back Duke Dumont                          | Erstveröffentlichung: 2. Dezember 2014                                   |
| 2014 | Ready for the Good Life Paloma Faith                 | Erstveröffentlichung: 17. Dezember 2014                                  |
| 2015 | Impossible Lion Babe                                 | Erstveröffentlichung: 24. Juli 2015                                      |
| 2015 | On My Mind Ellie Goulding                            | Erstveröffentlichung: 19. September 2015                                 |
| 2016 | WTF (Where They From) Missy Elliott                  | Erstveröffentlichung: 22. April 2016                                     |
| 2017 | After the Afterparty Charli XCX                      | Erstveröffentlichung: 17. Februar 2017                                   |
| 2017 | Say a Prayer Chaka Khan, Popcaan & Tieks             | Erstveröffentlichung: 24. November 2017                                  |
| 2019 | Late Night Feelings Lykke Li & Mark Ronson           | Erstveröffentlichung: 20. Mai 2019                                       |
| 2020 | Pump It Up Endor                                     | Erstveröffentlichung: 3. Januar 2020                                     |
| 2020 | Say So Doja Cat                                      | Erstveröffentlichung: 17. Januar 2020                                    |
| 2020 | Break My Heart Dua Lipa                              | Erstveröffentlichung: 29. Mai 2020                                       |
| 2021 | Prisoner Miley Cyrus feat. Dua Lipa                  | Erstveröffentlichung: 5. Februar 2021                                    |
| 2021 | Thank You Diana Ross                                 | Erstveröffentlichung: 3. August 2021                                     |
| 2021 | Shivers Ed Sheeran                                   | Erstveröffentlichung: 25. Oktober 2021                                   |
| 2022 | So Good Halsey                                       | Erstveröffentlichung: 22. Juli 2022                                      |
| 2022 | Ritmo Raffa Fl                                       | Erstveröffentlichung: 19. August 2022                                    |
| 2022 | The Greatest Love of All Whitney Houston             | Erstveröffentlichung: 15. Dezember 2022                                  |
| 2023 | Padam Padam Kylie Minogue                            | Erstveröffentlichung: 30. Juni 2023                                      |
| 2023 | Do It Like That Jonas Brothers & Tomorrow X Together | Erstveröffentlichung: 12. August 2023                                    |
| 2023 | Feel It Jazzy                                        | Erstveröffentlichung: 13. Oktober 2023                                   |
| 2023 | Good Good Usher feat. 21 Savage & Summer Walker      | Erstveröffentlichung: 24. November 2023                                  |
| 2023 | Show Ado                                             | Erstveröffentlichung: 31. Dezember 2023                                  |
| 2024 | One by One Robin Schulz & Topic feat. Oaks           | Erstveröffentlichung: 15. März 2024                                      |
| 2024 | Chyba że z Tobą Modelki & Vłodarski                  | Erstveröffentlichung: 23. Mai 2024                                       |
| 2024 | Ain’t No Mountain High Enough Cascada                | Erstveröffentlichung: 31. Mai 2024 Original: Marvin Gaye & Tammi Terrell |
| 2024 | Pedro Raffaella Carrà, Jaxomy & Agatino Romero       | Erstveröffentlichung: 14. Juni 2024                                      |

| Jahr | Titel Album                                   | Anmerkungen                                                        |
| ---- | --------------------------------------------- | ------------------------------------------------------------------ |
| 2014 | I Got U (Live) BBC Radio 1’s Live Lounge 2014 | Erstveröffentlichung: 27. Oktober 2014 Duke Dumont feat. Jax Jones |
| 2021 | Phases Pokémon 25: The Album                  | Erstveröffentlichung: 15. Oktober 2021 mit Sinéad Harnett          |

## Statistik

### Chartauswertung
Die folgenden Statistiken bieten eine Übersicht der Charterfolge von Jax Jones in den Album- und Singlecharts. Es ist zu beachten, dass bei den Singles nur Interpretationen und keine Autorenbeteiligungen oder Produktionen berücksichtigt wurden.
|                     | DE    | AT    | CH    | UK    | Dance       |
| ------------------- | ----- | ----- | ----- | ----- | ----------- |
| Nummer-eins-Alben   | DE—DE | AT—AT | CH—CH | UK—UK | Dance—Dance |
| Top-10-Alben        | DE—DE | AT—AT | CH—CH | UK1UK | Dance—Dance |
| Alben in den Charts | DE—DE | AT—AT | CH—CH | UK1UK | Dance1Dance |

|                       | DE     | AT    | CH    | UK     | Dance        |
| --------------------- | ------ | ----- | ----- | ------ | ------------ |
| Nummer-eins-Singles   | DE—DE  | AT—AT | CH—CH | UK1UK  | Dance—Dance  |
| Top-10-Singles        | DE1DE  | AT1AT | CH1CH | UK8UK  | Dance1Dance  |
| Singles in den Charts | DE10DE | AT8AT | CH7CH | UK21UK | Dance20Dance |

### Auszeichnungen für Musikverkäufe
| Land/RegionAuszeichnungen für Musikverkäufe (Land/Region, Auszeichnungen, Verkäufe, Quellen) | Silber     | Gold       | Platin       | Diamant     | Verkäufe   | Quellen              |
| -------------------------------------------------------------------------------------------- | ---------- | ---------- | ------------ | ----------- | ---------- | -------------------- |
| Australien (ARIA)                                                                            | —          | 3× Gold3   | 12× Platin12 | —           | 945.000    | aria.com.au          |
| Belgien (BRMA)                                                                               | —          | 3× Gold3   | 2× Platin2   | —           | 115.000    | ultratop.be          |
| Brasilien (PMB)                                                                              | —          | 6× Gold6   | 3× Platin3   | Diamant1    | 490.000    | pro-musicabr.org.br  |
| Dänemark (IFPI)                                                                              | —          | 7× Gold7   | 3× Platin3   | —           | 475.000    | ifpi.dk              |
| Deutschland (BVMI)                                                                           | —          | 6× Gold6   | 3× Platin3   | —           | 2.300.000  | musikindustrie.de    |
| Frankreich (SNEP)                                                                            | —          | 4× Gold4   | —            | Diamant1    | 633.333    | snepmusique.com      |
| Italien (FIMI)                                                                               | —          | 4× Gold4   | 6× Platin6   | —           | 490.000    | fimi.it              |
| Kanada (MC)                                                                                  | —          | 3× Gold3   | 7× Platin7   | —           | 680.000    | musiccanada.com      |
| Mexiko (AMPROFON)                                                                            | —          | Gold1      | —            | —           | 30.000     | amprofon.com.mx      |
| Neuseeland (RMNZ)                                                                            | —          | —          | 3× Platin3   | —           | 60.000     | radioscope.co.nz     |
| Niederlande (NVPI)                                                                           | —          | —          | Platin1      | —           | 80.000     | nvpi.nl              |
| Österreich (IFPI)                                                                            | —          | —          | Platin1      | —           | 30.000     | ifpi.at              |
| Polen (ZPAV)                                                                                 | —          | Gold1      | 17× Platin17 | Diamant1    | 865.000    | olis.pl              |
| Portugal (AFP)                                                                               | —          | 4× Gold4   | —            | —           | 20.000     | Einzelnachweise      |
| Schweden (IFPI)                                                                              | —          | 2× Gold2   | 3× Platin3   | —           | 180.000    | sverigetopplistan.se |
| Schweiz (IFPI)                                                                               | —          | —          | Platin1      | —           | 20.000     | hitparade.ch         |
| Spanien (Promusicae)                                                                         | —          | 5× Gold5   | Platin1      | —           | 180.000    | elportaldemusica.es  |
| Vereinigte Staaten (RIAA)                                                                    | —          | 2× Gold2   | Platin1      | —           | 2.000.000  | riaa.com             |
| Vereinigtes Königreich (BPI)                                                                 | 3× Silber3 | 7× Gold7   | 20× Platin20 | —           | 13.788.000 | bpi.co.uk            |
| Insgesamt                                                                                    | 3× Silber3 | 58× Gold58 | 84× Platin84 | 3× Diamant3 |            |                      |